# A Escolha de Sofia (filme)
Sophie's Choice (bra/prt: A Escolha de Sofia) é filme estadunidense de 1982 do gênero drama, dirigido e roteirizado por Alan J. Pakula e baseado no romance de 1979 de William Styron.

## Sinopse
Trata do drama de "Sofia", uma mãe polaca, filha de pai antissemita, presa num campo de concentração durante a Segunda Guerra e que é forçada por um soldado nazista a fazer uma difícil e dolorosa escolha que lhe afetaria pelo resto de sua vida. Essa história dramática é contada em 1947 ao jovem "Stingo", um  aspirante a escritor e que vai morar no Brooklyn, na casa de "Yetta Zimmerman", onde ele acaba tendo Sofia como sua melhor amiga.

## Elenco principal
- Meryl Streep .... Sofia Zawistowski
- Kevin Kline .... Nathan Landau
- Peter MacNicol .... Stingo
- Rita Karin .... Yetta
- Stephen D. Newman .... Larry
- Greta Turken .... Leslie Lapidus
- Josh Mostel .... Morris Fink
- Marcell Rosenblatt .... Astrid Weinstein
- Moishe Rosenfeld .... Moishe Rosenblum
- Robin Bartlett .... Lillian Grossman
- Eugene Lipinski .... professor polonês

## Principais prêmios e indicações
Oscar 1983 (EUA)
- Venceu  na categoria de melhor atriz (Meryl Streep).
- Indicado nas categorias de melhor fotografia, melhor figurino, melhor trilha sonora original e melhor roteiro adaptado.

BAFTA 1984 (Reino Unido)
- Indicado na categoria de melhor atriz (Meryl Streep) e melhor ator estreante (Kevin Kline).

Academia Japonesa de Cinema 1984 (Japão)
- Indicado na categoria de melhor filme estrangeiro.

Globo de Ouro 1983 (EUA)
- Venceu na categoria de melhor atriz - drama (Meryl Streep).
- Indicado nas categorias de melhor filme - drama e novo astro do ano em cinema (Kevin Kline).

Prêmio NSFC 1983 (National Society of Film Critics Awards, EUA)
- Venceu na categoria de melhor atriz (Meryl Streep).

Prêmio NYFCCA 1982 (New York Film Critics Circle Awards, EUA)
- Venceu nas categorias de melhor atriz (Meryl Streep) e melhor fotografia (Néstor Almendros).